# Niederösterreichische Landesausstellung 2017

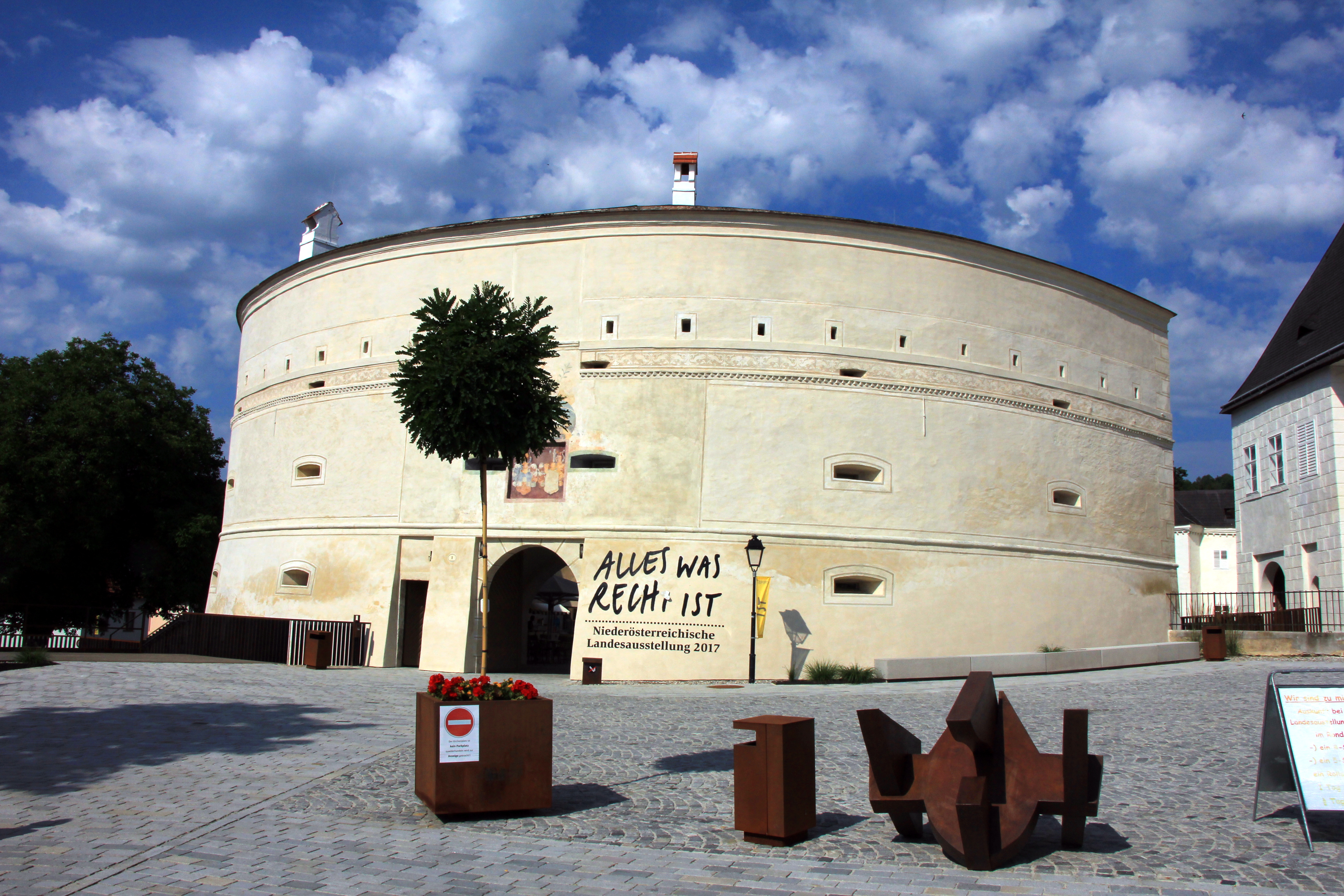
Schloss Pöggstall, ehemaliges Kanonenrondell

Die Niederösterreichische Landesausstellung 2017 fand in der Marktgemeinde Pöggstall im Bezirk Melk in Niederösterreich statt. Die Niederösterreichische Landesausstellung mit dem Titel Alles was Recht ist wurde vom 1. April bis zum 12. November 2017 im Schloss Pöggstall gezeigt.

## Geschichte
Für die Landesausstellung wurde das Schloss Pöggstall umfassend restauriert. Der Ausstellungsrundgang wurde durch Zubauten barrierefrei ermöglicht. Weiters gibt es Braille-Schrift und Tastfolien, sehr viele Hörstationen, und kopierte Objekte, die man angreifen darf.

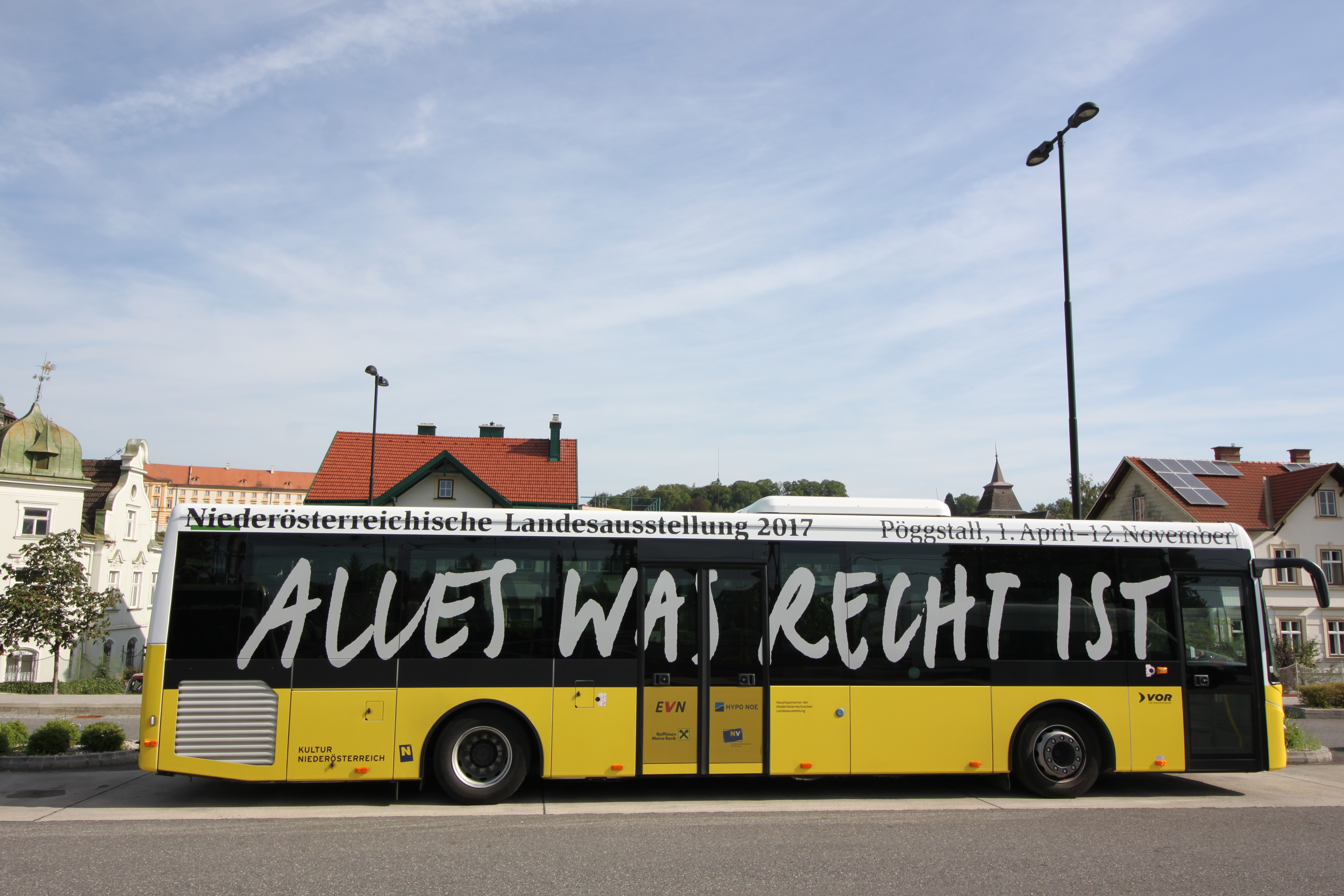
Shuttlebus im Bahnhof Melk

Für die Anreise mit öffentlichen Verkehrsmitteln wurde ein Shuttleservice vom Bahnhof Melk zur Landesausstellung eingerichtet.

## Ausstellungen
- Hauptausstellung: Alles was Recht ist. kuratiert von Elisabeth Vavra
- Sonderausstellung: Schloss Pöggstall – zwischen Region und Kaiserhof.

## Begleitprogramm
- Rundgang um das Schloss Pöggstall: Auf den zweiten Blick – Spaziergänge rund um Schloss Pöggstall.
- Waldviertel-Stationen im Südlichen Waldviertel

## Publikationen
- Andrea Tavcar-Schaller mit Wolfgang Schmutz, Birgit Schretzmayr, Elisabeth Vavra: Alles was „Recht“ ist. Niederösterreichische Landesausstellung 2017. Pöggstall, 1. April – 12. November. Schallaburg 2017.
  - Landeshauptmann Dr. Erwin Pröll: Bildungsauftrag, Imagehebung und Stärkung der Wirtschaftskraft.
  - Bürgermeisterin der Marktgemeinde Pöggstall Margit Straßhofer: Pöggstall und das Südliche Waldviertel – ein schönes Stück Heimat.
  - Elisabeth Vavra: Gleiches Recht für alle. Recht setzen, Recht verhandeln, Recht sprechen.
    - Wolfgang Brandstetter: Rechtshistorische Betrachtungen über die Zeit Maria Theresias.
    - Elisabeth Holzleitner: Recht und Gerechtigkeit. Rechtsphilosophische Überlegungen zu Aspekten eines herausfordernden Verhältnisses.
    - Peter Kolba: Recht haben und Recht bekommen. Rechtsdurchsetzung – ein fundamentaler Teil von „Gerechtigkeit“.

  - Elisabeth Vavra: Vergelten und versöhnen? Von Sinn und Zweck des Strafens.
    - Alexia Stuefer: Strafzweck klar verfehlt! Versöhnen und Vergelten im 21. Jahrhundert.
    - Christine Hubka: Selten ein Happy End. Wie der aktuelle Strafvollzug das Ziel der Wiedereingliederung verfehlt.

  - Wolfgang Schmutz: Am Unrecht teilhaben. Justiz und Gesellschaft im Nationalsozialismus.
    - Barbara Serloth: „Nach damaligem Recht unvermeidlich?“ Die NS-Justiz und Nachkriegsösterreich.

  - Elisabeth Vavra: Wider die Würde des Menschen. Geschichte und Gegenwart der Folter.
    - Eva Maria Maier: Warum ein Rechtsstaat nicht foltern darf. Plädoyer für die Absolutheit des Folterverbotes.
    - Wolfgang Lenzen: Leben gegen Leben. Philosophische Reflexionen zu Schirachs Terror und der Fall Daschner.

  - Elisabeth Vavra: Wir haben Recht. Der Siegeszug einer Idee.
    - Marianne Schulze: Auf dem Prüfstand. Zur Situation der Menschenrechte in Österreich.
    - Simon Hadler: Widerstand ist machbar, Herr Nachbar! Von bewegten Bürgern, die um ihr Recht kämpfen.